# 大野行男
大野 行男（おおの ゆきお、1983年 - ）は、日本のラジオディレクター、アシスタントディレクターである。愛称はバロン大野、ポキヲ、変態ゴム手袋、i☆Risおじさん、にょろにょろブラックなど。
愛称である「バロン」の由来はフランス菓子を食べていた時、「バロンみたいだね」とスタッフから言われたことから。

## 担当番組
文化放送
- ユニゾン!（木曜日・ディレクター）

超!A&G+
- 能登麻美子 おはなしNOTE(ディレクター)
- i☆Ristation!!(構成作家)
- カスタマイZのハジメマシタ（ディレクター）
- ラジオアニメージュ（構成作家）
- A&G NEXT BREAKS FIVE STARS（水曜担当ディレクター）
- A&G ARTIST ZONE THE CATCH（木曜担当ディレクター）

### 過去の担当番組
文化放送
- 日野ミッドナイトグラフィティ 走れ!歌謡曲(AD)
- PONY CANYON STYLE まるなび!?（AD）
- いちご100% Sweet Café（AD） - 「大野議長」としてコーナー出演も
- A&G 超RADIO SHOW〜アニスパ!〜（AD）
- a-GENERATION(ディレクター)

超!A&G+
- Voice of A&G Digital 超ラジ!（ディレクター） - 月曜日担当
- Voice of A&G Digital 超ラジ!Girls（ディレクター） - 月曜日担当
- 検定ジャポン@モバイル presents えじけん!(ディレクター)
- 水原薫の今夜もパプリオーン（ディレクター）
- 森永理科のアウトローラジオ（ディレクター）
- A&G ARTIST ZONE i☆Risの2h（ディレクター）[注釈 1]
- A&G ARTIST ZONE azusaの2h（ディレクター）
- A&G ARTIST ZONE 高木友梨香の2h（ディレクター）
- A&G ARTIST ZONE Luce Twinkle Wink☆のザキャッチ （ディレクター）
- A&G ARTIST ZONE 飯田里穂のザキャッチ （ディレクター）
- 髙橋麻里のたかまりっ （ディレクター）
- ムラカミ記者のアニメ!!パンチ（最終回まで明かさなかった謎のディレクター）
- 高橋美佳子の の〜ぷらんでいこう♪（ディレクター）
- ツブ★ドル ユメカナラジオ！(ディレクター)
- 矢作・佐倉のちょっとお時間よろしいですか(ディレクター)

BSQR489
- eXtendedMusic L
  - バロン大野のアニメってほんとにイイですねぇ
- バロン大野のミュージック+
- AG-ON Premiumナイトグラフィティ バロン・ちゃんこのハローアニソンリクエストパレード

## エピソード
- 大野がラジオ業界に入ったのは、当時文化放送A&Gゾーンを仕切っていた片寄好之（ダーク片寄、現 取締役ビジネス開発担当）に四谷社屋の前で土下座して懇願したことがきっかけである。とされていたが、伊福部崇のラジオのラジオ126回放送にて本人が否定している。
- アニスパ内でたびたびネタにされる「年収80万」については本人は否定している[3]。
- 水原薫の今夜もパプリオーン第16回（2010年7月24日放送分）においてピー音付きで好きな声優を発表するも、番組作家であるちゃんこにtwitter上で即バラされる。大野は報復として同じくtwitter上でちゃんこの年収をバラした。
- 2011年5月3日に放送された、文化放送アンテナショップ「ちかQ」のゴールデンウィークセールの1日限定CMで「ちかQソング（QRソングの替え歌）」を歌唱。当日繰り返し放送されたこのCMに対する反響が大きく、当日大野が担当した「高橋美佳子の の〜ぷらんでいこう♪」冒頭で、パーソナリティの高橋美佳子に説教された。
- 「矢作・佐倉のちょっとお時間よろしいですか」のADオーディションでゴム手袋を頭から被って鼻息で膨らませて破裂させる芸を披露するが失敗し、あんまりにもインパクトがキツ過ぎたので同番組内では「変態ゴム手袋」と呼ばれるようになった。
- 「A&G NEXT BREAKS FIVE STARS」では水曜ディレクターだが、火曜日も「A&G ARTIST ZONE THE CATCH」終わりで頻繁にブースに残っている。そのため火曜日の企画にも巻き込まれることが多い。また、プライベートもスタッフによって散々バラされており、自宅の場所や交際相手が出来たことなどをリスナーに弄られている。